# Андреани, Альберто
Альберто Андреани (итал. Alberto Andreani; 1902, Кротоне — 3 октября 1951) — итальянский офицер, танкист, участник движения Сопротивления в Италии во время Второй мировой войны. Кавалер высшей награды Италии за подвиг на поле боя — золотой медали «За воинскую доблесть» (1945).

## Биография
Родился в 1902 году в городе Кротоне, Королевство Италия. Окончив Военную академию в Модене, лейтенант Альберто Андреани воевал в Северной Африке. Затем окончил Высший военный институт в Турине.
В мае 1943 года подполковник Альберто Андреани служил в 19-м армейском корпусе и после объявления Италией нейтралитета принимал участие в итальянском сопротивлении в составе Комитета национального освобождения округа Вероны. В апреле 1944 года стал командиром партизанского отряда, действовавшего в Вероне. В октябре 1944 года был захвачен вместе с Джованни Финкато немецкими оккупационными властями.
Награждён золотой медалью «За воинскую доблесть».

Сразу после объявления нейтралитета, верный Родине солдат решил встать на путь освободительной борьбы, проявив выдающийся талант в качестве посредника и организатора и, несмотря на трудности, красиво и успешно прошёл все испытания мужества. Активно разыскиваемый немцами, в итоге попал в руки врага вместе со своим боевым товарищем. На многочисленных допросах ничего не рассказал о деятельности партизанской организации, из-за чего подвергался невыразимым пыткам, которые длились в течение нескольких дней, что привело к смерти его товарища по заключению, который угас в объятиях подполковника Андреани. В течение шести дней пыток на грани жизни и смерти не выдал своё руководство, проявив благородное и образцовое отношение. Бездыханный, почти слепой и смертельно раненый, он нашёл в себе силы, чтобы продержаться среди других заключённых в концентрационном лагере в Германии, с верой в Родину.
Район Вероны, октябрь 1943 — апрель 1945 года.
Оригинальный текст (итал.)Subito dopo l’armistizio, soldato deciso e fedele, intraprendeva la lotta di liberazione molto distinguendosi per esimie doti di animatore e di organizzatore e fornendo, in numerose e difficili circostanze, belle e sicure prove di coraggio. Attivamente ricercato dai tedeschi finiva per cadere, insieme ad un collega, in mani nemiche. Interrogati sulla organizzazione partigiana venivano, a causa del fiero silenzio, sottoposti ad inaudite sevizie che, protrattesi per più giorni, causavano la morte del collega e compagno di martirio che spirava fra le braccia del tenente colonnello Andreani. Per altri sei giorni si protraevano sul vivente le torture senza poterlo indurre a deflettere dal nobile ed esemplare atteggiamento. Ridotto una larva di uomo, pressocché cieco ed ormai mortalmente lesionato, trovava ancora la forza di tenere alta, fra i compagni di prigionia, in un campo di concentramento germanico la fede nell’avvenire della Patria.

Zona di Verona, ottobre 1943 - aprile 1945.
— Из представления к награде
Депортирован в концентрационный лагерь в Больцано, был освобождён в апреле 1945 года. До ноября 1948 года находился на лечении в военном госпитале Вероны, после чего продолжил военную службу. В январе 1951 года заместителю командира 132-го танкового полка 132-й танковой дивизии «Ариете» Альберто Андреани было присвоено звание полковника, и он был назначен командующим военного округа Масса-Каррара.
Умер 3 октября 1951 года в провинции Масса-Каррара.

## Награды
- Золотая медаль «За воинскую доблесть» (1945)

## Семья
Сын — Джино Андреани (итал. Ghino Andreani, род. 1934), генерал Вооружённых сил Италии, кавалер ордена «За заслуги перед Итальянской Республикой».